# David Hayter
David Bryan Hayter (ur. 6 lutego 1969 w Santa Monica) – kanadyjsko–amerykański scenarzysta, aktor, aktor głosowy, reżyser i producent filmowy. Czasami używa pseudonimu Sean Barker od nazwiska postaci, którą zagrał w filmie Guyver – bohater ciemności (Guyver: Dark Hero, 1994). Laureat Nagrody Saturny w kategorii najlepszy scenarzysta za scenariusz filmu X-Men (2000).

## Życiorys

### Wczesne lata
Urodził się i dorastał w Kalifornii jako syn Kanadyjczyków – Gail Patricii Hayter (1942–1921) i Stephena Haytera. Jego ojciec pracował w przemyśle farmaceutycznym. Kiedy miał 8 lat, jego matka zabrała go do kina w Littleton w  Kolorado na Gwiezdne wojny. W wieku 9 lat zaczął występować. Większość dzieciństwa spędził mieszkając na całym świecie i mając 15 lat wraz z rodziną przeprowadził się do Kobe w Japonii, gdzie w 1987 ukończył międzynarodową Akademię Kanadyjską. Następnie przez dwa lata uczęszczał do Rensselaer Polytechnic Institute, po czym przeniósł się na Uniwersytet Ryersona w Toronto. Przebywał tam do 20 roku życia, zanim przeniósł się do Hollywood.

### Początki kariery
Na początku lat 90. występował „na żywo”, ale zainteresował się aktorstwem głosowym po tym, jak pojawił się w odcinku sitcomu CBS Tata major (Major Dad, 1993) z Geraldem McRaneyem, a później wystąpił w roli Kapitana Ameryki w serialu animowanym Spider-Man (1994). Był policjantem w filmie sensacyjno–przygodowym Odjazd (Drive, 1997) z Markiem Dacascosem. Udzielił również głosu Arsène’a Lupina III w angielskiej wersji filmu anime Zamek Cagliostro (2000).

### Metal Gear Solid
Najbardziej znaną i najznakomitszą rolą Haytera, jest podłożenie głosu postaci Solidowi Snake'owi w grach z serii Metal Gear Solid. Dzięki bardzo charakterystycznemu głosowi, Solid Snake stał się jedną z najbardziej rozpoznawalnych postaci w historii gier komputerowych, a sam Hayter stał się dzięki niemu popularny.
Pierwszy raz głosu Snake'owi użyczył w Metal Gear Solid w 1998 roku na PlayStation. Gra z góry stała się przebojem komercyjnym, sprzedając się w milionowych nakładach i zbierając maksymalne noty od recenzentów. Hayter powtórzył swoją rolę w sequelu: Metal Gear Solid 2: Sons of Liberty, który sprzedał się lepiej i został wyżej oceniony od poprzedniej części. W następnych częściach: Metal Gear Solid 3: Snake Eater i Metal Gear Solid: Portable Ops, Hayter nie użycza głosu Solidowi Snake'owi, a Naked Snake'owi – jego genetycznemu "ojcu", znanemu bardziej jako "Big Boss". W 2008 roku Hayter ponownie wcielił się w rolę Solida Snake'a (nazwanego Old Snake) w Metal Gear Solid 4: Guns of the Patriots, a dwa lata później, w Metal Gear Solid: Peace Walker powtórzył rolę Naked Snake'a. W grze Metal Gear Rising: Revengeance nie występuje Snake, więc aktor nie odnalazł w niej roli. W najnowszej odsłonie serii Metal Gear Solid V: The Phantom Pain oraz prologu do niej zastąpił go Kiefer Sutherland.
Solid Snake pojawia się gościnnie w grze Super Smash Bros. Brawl, jako postać do odblokowania. Snake jest jedną z dwóch postaci, które nie należą do uniwersum Nintendo a mimo to pojawiły się w grze. Ta bijatyka nie jest w żaden sposób powiązana z serią Metal Gear Solid. Głosu Solidowi po raz kolejny użyczył Hayter.
David Hayter jest jedynym aktorem z obsady Metal Gear Solid, który zagrał we wszystkie części z serii.

## Życie prywatne
Jest żonaty z Marisa Cody, z którą ma córkę Natashę (ur. 2004).

## Wybrana Filmografia

### Reżyser
- 2011 – Wolves
- 2010 – Chasm

### Scenariusz
- 2011 – Wolves
- 2010 – Chasm
- 2009 – Watchmen
- 2003 – X-Men 2
- 2002 – Król Skorpion
- 2002 – Lost in Oz
- 2000 – X-Men

### Aktor
- 2008 – Metal Gear Solid 4: Guns of the Patriots – On sam
- 2000 – X-Men – Policjant w muzeum
- 1998 – Burn – Tom Rice
- 1997 – Drive – Gliniarz
- 1994 – Long Shadows – Sekretarz Eda
- 1994 – Guyver: Dark Hero – Sean Baker

### Głos
- 2016 – Deponia: Doomsday – Starszy Rufus
- 2016 – The Flash – King Shark
- 2010 – Metal Gear Solid: Peace Walker – Naked Snake / Big Boss (wer. angielska)
- 2008 – Metal Gear Solid 4: Guns of the Patriots – Old Snake (wer. angielska)
- 2008 – Super Smash Bros. Brawl – Solid Snake (wer. angielska)
- 2006 – Metal Gear Solid: Portable Ops – Naked Snake (wer. angielska)
- 2005 – Metal Gear Ac!d² – Solid Snake (wer. angielska)
- 2004 – Metal Gear Solid 3: Snake Eater – Naked Snake (wer. angielska)
- 2004 – Metal Gear Solid: The Twin Snakes – Solid Snake
- 2002 – Eternal Darkness: Sanity's Requiem – Rzymscy legioniści / Strażnik
- 2002 – X-Men: Ewolucja – Kapitan Ameryka / Steve Rogers
- 2001 – Metal Gear Solid 2: Sons of Liberty – Solid Snake / Iroquois Pliskin (wer. angielska)
- 1998 – Metal Gear Solid – Solid Snake (wer. angielska)
- 1996–1997 – Spider-Man – Kapitan Ameryka / Steve Rogers
- 1994 – Fight for the Netherworld – Kurama (wer. angielska)
- 1993 – Moldiver – Hiroshi Ozora (wer. angielska)
- 1991 – Giant Robo: The Animation – Shoji Gen (wer. angielska)
- 1986 – Jûichi-nin iru! – Czwarty (wer. angielska)